# Papirus 22
Papirus 22 (według numeracji Gregory-Aland), oznaczany symbolem {\displaystyle {\mathfrak {P}}^{22}} – grecki rękopis Nowego Testamentu pisany na papirusie, w formie zwoju. Paleograficznie datowany jest na III wiek. Zawiera fragment Ewangelii Jana.

## Opis
Zachowały się jedynie fragmenty kodeksu z tekstem Ewangelii Jana 15,25-16,2.21-32. Tekst pisany jest uncjałą. Nomina sacra pisane są skrótami, nie stosuje punktacji.
Po drugiej stronie rękopisu znajduje się czysta, niezapisana strona. Jest jednym z czterech rękopisów papirusowych NT pisanych w formie zwoju (pozostałe to: {\displaystyle {\mathfrak {P}}^{12}}, {\displaystyle {\mathfrak {P}}^{13}}, {\displaystyle {\mathfrak {P}}^{18}}) i jednym, który nie posiada tekstu po drugiej stronie zwoju. Pozostałe trzy zwoje służyły przedtem jako rękopisy innych dzieł literackich i są tzw. opistografami (zapisanymi po stronie zewnętrznej).

## Tekst
Tekst grecki reprezentuje proto-aleksandryjski typ tekstu (niezależny), Kurt Aland zaklasyfikował go do kategorii I. Tekst bliski dla Kodeksu Synajskiego. Nie zawiera unikatowych wariantów tekstowych. Schofield sugerował, że fragment reprezentuje eklektyzm wczesnych papirusów zanim powstały rodziny tekstualne.

## Historia
Rękopis odkryty został w Oksyrynchos przez Grenfella i Hunta, którzy opublikowali jego tekst w 1914 roku. Na liście rękopisów znalezionych w Oxyrhynchus znajduje się na pozycji 1228. Ernst von Dobschütz umieścił go na liście rękopisów Nowego Testamentu, w grupie papirusów, dając mu numer 22.
Obecnie przechowywany jest w bibliotece Uniwersytetu w Glasgow (MS Gen 1026).